# Az NHL-ben 1000 mérkőzést játszott játékosok listája
Itt azok a játékosok vannak feltüntetve, akik minimum 1000 mérkőzésen léptek pályára a National Hockey League-ben.
| Mit jelöl                                |
| ---------------------------------------- |
| Aktív játékos                            |
| A Jégkorong Hírességek Csarnokának tagja |

## 1500 vagy több mérkőzés
| #  | Játékos              | Csapatai                                                                                       | Szezonok | Mérkőzések száma |
| -- | -------------------- | ---------------------------------------------------------------------------------------------- | -------- | ---------------- |
| 1  | CAN Gordie Howe      | Detroit, Hartford                                                                              | 26       | 1767             |
| 2  | CAN Mark Messier     | Edmonton, NY Rangers, Vancouver                                                                | 25       | 1756             |
| 3  | CZE Jaromír Jágr     | Pittsburgh, Washington, NY Rangers, Philadelphia, Dallas, Boston, New Jersey, Florida, Calgary | 23       | 1733             |
| 4  | CAN Ron Francis      | Hartford, Pittsburgh, Carolina, Toronto                                                        | 23       | 1731             |
| 5  | CAN Mark Recchi      | Pittsburgh, Philadelphia, Montréal, Carolina, Atlanta, Tampa Bay, Boston                       | 22       | 1652             |
| 6  | USA Chris Chelios    | Montréal, Chicago, Detroit, Atlanta                                                            | 26       | 1651             |
| 7  | CAN Dave Andreychuk  | Buffalo, Toronto, New Jersey, Boston, Colorado, Tampa Bay                                      | 23       | 1639             |
| 8  | CAN Scott Stevens    | Washington, St. Louis, New Jersey                                                              | 22       | 1635             |
| 9  | CAN Larry Murphy     | Los Angeles, Washington, Minnesota, Pittsburgh, Toronto, Detroit                               | 21       | 1615             |
| 10 | CAN Ray Bourque      | Boston, Colorado                                                                               | 22       | 1612             |
| 11 | SWE Nicklas Lidström | Detroit                                                                                        | 20       | 1564             |
| 12 | CAN Alex Delvecchio  | Detroit                                                                                        | 24       | 1549             |
| 13 | CAN John Bucyk       | Detroit, Boston                                                                                | 23       | 1540             |
| 13 | CAN Shane Doan       | Winnipeg, Phoenix/Arizona                                                                      | 21       | 1540             |
| 15 | CAN Brendan Shanahan | New Jersey, St. Louis, Hartford, Detroit, NY Rangers, New Jersey                               | 22       | 1524             |
| 16 | CAN Steve Yzerman    | Detroit                                                                                        | 22       | 1514             |

## 1250–1499 mérkőzés
| #  | Játékos                | Csapatai | Szezonok | Mérkőzések száma |
| -- | ---------------------- | --- | -------- | ---------------- |
| 17 | USA Mike Modano        | Minnesota, Dallas, Detroit                                                                                        | 21       | 1499             |
| 18 | USA Phil Housley       | Buffalo, Winnipeg, St. Louis, Calgary, New Jersey, Washington, Chicago, Toronto                                   | 21       | 1495             |
| 19 | CAN Wayne Gretzky      | Edmonton, Los Angeles, St. Louis, NY Rangers                                                                      | 20       | 1487             |
| 20 | CAN Rod Brind'Amour    | St. Louis, Philadelphia, Carolina                                                                                 | 21       | 1484             |
| 21 | CAN Doug Gilmour       | St. Louis, Calgary, Toronto, New Jersey, Chicago, Buffalo, Montréal                                               | 20       | 1474             |
| 22 | CAN Glen Wesley        | Boston, Hartford, Carolina, Toronto, Carolina                                                                     | 20       | 1457             |
| 23 | CAN Tim Horton         | Toronto, NY Rangers, Pittsburgh, Buffalo                                                                          | 24       | 1446             |
| 24 | CAN Mike Gartner       | Washington, Minnesota, NY Rangers, Toronto, Phoenix                                                               | 19       | 1432             |
| 25 | CAN Luc Robitaille     | Los Angeles, Pittsburgh, NY Rangers, Detroit                                                                      | 19       | 1431             |
| 25 | CAN Scott Mellanby     | Philadelphia, Edmonton, Florida, St. Louis, Atlanta                                                               | 20       | 1431             |
| 27 | CAN Pat Verbeek        | New Jersey, Hartford, NY Rangers, Dallas, Detroit                                                                 | 20       | 1424             |
| 28 | CAN Luke Richardson    | Toronto, Edmonton, Philadelphia, Columbus, Toronto, Tampa Bay, Ottawa                                             | 20       | 1417             |
| 29 | CAN Al MacInnis        | Calgary, St. Louis                                                                                                | 23       | 1416             |
| 30 | CAN Harry Howell       | NY Rangers, Oakland, California, Los Angeles                                                                      | 21       | 1411             |
| 31 | CAN Norm Ullman        | Detroit, Toronto                                                                                                  | 20       | 1410             |
| 32 | CAN Paul Coffey        | Edmonton, Pittsburgh, Los Angeles, Detroit, Hartford, Philadelphia, Chicago, Carolina, Boston                     | 21       | 1409             |
| 33 | CAN Dale Hunter        | Quebec, Washington, Colorado                                                                                      | 19       | 1407             |
| 34 | CZE Roman Hamrlík      | Tampa Bay, Edmonton, NY Islanders, Calgary, Montréal, Washington, NY Rangers                                      | 20       | 1395             |
| 35 | CAN Stan Mikita        | Chicago | 22       | 1394             |
| 36 | CAN Doug Mohns         | Boston, Chicago, Minnesota, Atlanta, Washington                                                                   | 22       | 1390             |
| 37 | FIN Teemu Selänne      | Winnipeg, San Jose, Colorado, Anaheim                                                                             | 20       | 1387             |
| 38 | CAN Larry Robinson     | Montréal, Los Angeles                                                                                             | 20       | 1384             |
| 39 | CAN Trevor Linden      | Vancouver, NY Islanders, Montréal, Washington, Vancouver                                                          | 20       | 1382             |
| 40 | CAN Vincent Damphousse | Toronto, Edmonton, Montréal, San Jose                                                                             | 18       | 1378             |
| 40 | CAN Dean Prentice      | NY Rangers, Boston, Detroit, Pittsburgh, Minnesota                                                                | 22       | 1378             |
| 40 | CAN Joe Sakic          | Quebec, Colorado                                                                                                  | 19       | 1378             |
| 43 | FIN Teppo Numminen     | Winnipeg, Phoenix, Dallas, Buffalo                                                                                | 20       | 1372             |
| 44 | USA Jeremy Roenick     | Chicago, Phoenix, Philadelphia, Los Angeles, San Jose                                                             | 20       | 1363             |
| 45 | CAN Ron Stewart        | Toronto, Boston, St. Louis, NY Rangers, Vancouver, NY Islanders                                                   | 21       | 1353             |
| 46 | CAN Kirk Muller        | New Jersey, Montréal, NY Islanders, Toronto, Florida, Dallas                                                      | 19       | 1349             |
| 47 | CAN Marcel Dionne      | Detroit, Los Angeles, NY Rangers                                                                                  | 18       | 1348             |
| 48 | SWE Mats Sundin        | Quebec, Toronto, Vancouver                                                                                        | 18       | 1346             |
| 49 | CAN Adam Oates         | Detroit, St. Louis, Boston, Washington, Philadelphia, Anaheim, Edmonton                                           | 19       | 1337             |
| 50 | CAN Guy Carbonneau     | Montréal, St. Louis, Dallas                                                                                       | 19       | 1318             |
| 51 | CAN Red Kelly          | Detroit, Toronto                                                                                                  | 20       | 1316             |
| 51 | RUS Alekszej Kovaljov  | NY Rangers, Pittsburgh, Montréal, Ottawa, Florida                                                                 | 19       | 1316             |
| 53 | CZE Bobby Holík        | Hartford, New Jersey, NY Rangers, Atlanta                                                                         | 18       | 1314             |
| 54 | CAN Dave Keon          | Toronto, Hartford                                                                                                 | 18       | 1296             |
| 55 | CAN Pierre Turgeon     | Buffalo, NY Islanders, Montréal, St. Louis, Dallas, Colorado                                                      | 19       | 1294             |
| 56 | CAN Darryl Sydor       | Los Angeles, Dallas, Columbus, Tampa Bay, Pittsburgh, Dallas                                                      | 16       | 1291             |
| 57 | USA Mathieu Schneider  | Montréal, NY Islanders, Toronto, NY Rangers, Los Angeles, Detroit, Anaheim, Atlanta Thrashers, Vancouver, Phoenix | 21       | 1289             |
| 58 | CAN Ken Daneyko        | New Jersey | 20       | 1283             |
| 59 | CAN Phil Esposito      | Chicago, Boston, NY Rangers                                                                                       | 18       | 1282             |
| 60 | CAN Jean Ratelle       | NY Rangers, Boston                                                                                                | 21       | 1281             |
| 61 | CAN James Patrick      | NY Rangers, Hartford, Calgary, Buffalo                                                                            | 21       | 1280             |
| 62 | CAN Bryan Trottier     | NY Islanders, Pittsburgh                                                                                          | 18       | 1279             |
| 63 | CAN Martin Gelinas     | Edmonton, Quebec, Vancouver, Carolina, Calgary, Florida                                                           | 19       | 1273             |
| 64 | CAN Rob Blake          | Los Angeles, Colorado Avalanche, San Jose                                                                         | 21       | 1270             |
| 65 | USA Brett Hull         | Calgary, St. Louis, Dallas, Detroit, Phoenix                                                                      | 20       | 1269             |
| 66 | USA Bill Guerin        | New Jersey, Edmonton, Boston, Dallas, St. Louis, San Jose, NY Islanders, Pittsburgh                               | 17       | 1263             |
| 67 | CAN Ray Whitney        | San Jose, Edmonton, Florida, Columbus, Detroit, Carolina, Phoenix, Dallas                                         | 22       | 1261             |
| 68 | CAN Ray Ferraro        | Hartford, NY Islanders, NY Rangers, Los Angeles, Atlanta, St. Louis                                               | 18       | 1258             |
| 69 | CAN Joe Nieuwendyk     | Calgary, Dallas, New Jersey, Toronto, Florida                                                                     | 20       | 1257             |
| 70 | CAN Craig Ludwig       | Montréal, NY Islanders, Minnesota, Dallas                                                                         | 17       | 1256             |
| 70 | CAN Henri Richard      | Montréal | 20       | 1256             |
| 72 | CAN Kevin Lowe         | Edmonton, NY Rangers                                                                                              | 19       | 1254             |
| 73 | FIN Jari Kurri         | Edmonton, Los Angeles, Anaheim, Colorado                                                                          | 17       | 1251             |

## 1100–1249 mérkőzés
| #   | Játékos               | Csapatai                                                                              | Szezonok | Mérkőzések száma |
| --- | --------------------- | ------------------------------------------------------------------------------------- | -------- | ---------------- |
| 74  | CAN Bill Gadsby       | Chicago, NY Rangers, Detroit                                                          | 20       | 1248             |
| 74  | RUS Szergej Fjodorov  | Detroit, Columbus, Anaheim, Washington                                                | 18       | 1248             |
| 76  | CAN Allan Stanley     | NY Rangers, Chicago, Boston, Toronto, Philadelphia                                    | 21       | 1244             |
| 77  | CAN Steve Thomas      | Toronto, Chicago, NY Islanders, New Jersey, Anaheim, Detroit                          | 20       | 1235             |
| 78  | CAN Dino Ciccarelli   | Minnesota, Washington, Detroit, Tampa Bay, Florida                                    | 19       | 1232             |
| 79  | CAN Ed Westfall       | Boston, NY Islanders                                                                  | 18       | 1226             |
| 80  | CAN Gary Roberts      | Calgary, Carolina, Toronto, Florida, Pittsburgh, Tampa Bay                            | 21       | 1224             |
| 81  | CAN Brad McCrimmon    | Boston, Philadelphia, Calgary, Detroit, Hartford, Phoenix                             | 18       | 1222             |
| 82  | CAN Eric Nesterenko   | Toronto, Chicago                                                                      | 21       | 1219             |
| 83  | CAN Claude Lemieux    | Montreal, New Jersey, Colorado, Phoenix, Dallas, San Jose                             | 21       | 1215             |
| 84  | CAN Marcel Pronovost  | Detroit, Toronto                                                                      | 21       | 1206             |
| 85  | USA Brian Leetch      | NY Rangers, Toronto, Boston                                                           | 18       | 1205             |
| 86  | USA Keith Tkachuk     | Winnipeg, Phoenix, St. Louis, Atlanta, St. Louis                                      | 18       | 1201             |
| 87  | CZE Radek Dvořák      | Florida, N.Y. Rangers, Edmonton, St. Louis, Florida, Atlanta, Stars, Anaheim          | 17       | 1200             |
| 88  | CAN Denis Savard      | Chicago, Montréal, Tampa Bay                                                          | 17       | 1196             |
| 89  | CAN Dave Babych       | Winnipeg, Hartford, Vancouver, Philadelphia, Los Angeles                              | 19       | 1195             |
| 90  | CAN John MacLean      | New Jersey, San Jose, NY Rangers, Dallas                                              | 18       | 1194             |
| 91  | CAN Gilbert Perreault | Buffalo                                                                               | 17       | 1191             |
| 91  | CAN Marc Bergevin     | Chicago, NY Islanders, Hartford, Tampa Bay, Detroit, St. Louis, Pittsburgh, Vancouver | 20       | 1191             |
| 93  | CAN Dale Hawerchuk    | Winnipeg, Buffalo, St. Louis, Philadelphia                                            | 16       | 1188             |
| 93  | CAN Brian Bellows     | Minnesota, Montréal, Tampa Bay, Anaheim, Washington                                   | 17       | 1188             |
| 93  | CAN Kevin Dineen      | Hartford, Philadelphia, Carolina, Ottawa, Columbus                                    | 19       | 1188             |
| 96  | CAN George Armstrong  | Toronto                                                                               | 21       | 1187             |
| 97  | CAN Kelly Buchberger  | Edmonton, Atlanta, Los Angeles, Phoenix, Pittsburgh                                   | 18       | 1182             |
| 98  | USA Scott Young       | Hartford, Pittsburgh, Quebec, Colorado, Anaheim, St. Louis, Dallas                    | 17       | 1181             |
| 98  | CAN Frank Mahovlich   | Toronto, Detroit, Montréal                                                            | 18       | 1181             |
| 100 | USA Bob Carpenter     | Washington, NY Rangers, Los Angeles, Boston, New Jersey                               | 19       | 1178             |
| 100 | SWE Daniel Alfredsson | Ottawa                                                                                | 17       | 1178             |
| 102 | RUS Szergej Goncsar   | Washington, Boston, Pittsburgh, Ottawa                                                | 18       | 1177             |
| 103 | CAN Don Marshall      | Montréal, NY Rangers, Buffalo, Toronto                                                | 19       | 1176             |
| 104 | CAN Sylvain Côté      | Hartford, Washington, Toronto, Chicago, Dallas                                        | 19       | 1171             |
| 105 | CAN Mike Keane        | Montréal, Colorado, NY Rangers, Dallas, St. Louis, Vancouver                          | 16       | 1161             |
| 106 | CAN Bob Gainey        | Montréal                                                                              | 16       | 1160             |
| 107 | USA Kevin Hatcher     | Washington, Dallas, Pittsburgh, NY Rangers, Carolina                                  | 17       | 1157             |
| 107 | USA Eric Weinrich     | New Jersey, Hartford, Chicago, Montréal, Boston, Philadelphia, St. Louis, Vancouver   | 17       | 1157             |
| 109 | CAN Shayne Corson     | Montréal, Edmonton, St. Louis, Toronto, Dallas                                        | 19       | 1156             |
| 110 | CAN Adam Graves       | Detroit, Edmonton, NY Rangers, San Jose                                               | 16       | 1152             |
| 111 | CAN Leo Boivin        | Toronto, Boston, Detroit, Pittsburgh, Minnesota                                       | 19       | 1150             |
| 112 | CAN Garry Galley      | Los Angeles, Washington, Boston, Philadelphia, Buffalo, NY Islanders                  | 17       | 1149             |
| 113 | SWE Börje Salming     | Toronto, Detroit                                                                      | 17       | 1148             |
| 114 | USA Gary Suter        | Calgary, Chicago, San Jose                                                            | 17       | 1145             |
| 115 | CAN Bobby Clarke      | Philadelphia                                                                          | 15       | 1144             |
| 115 | CAN Rick Tocchet      | Philadelphia, Pittsburgh, Los Angeles, Boston, Washington, Phoenix                    | 18       | 1144             |
| 117 | CAN Eric Desjardins   | Montréal, Philadelphia                                                                | 17       | 1143             |
| 118 | CAN Cliff Ronning     | St. Louis, Vancouver, Phoenix, Nashville, Los Angeles, Minnesota, NY Islanders        | 18       | 1137             |
| 119 | CAN Glenn Anderson    | Edmonton, Toronto, NY Rangers, St. Louis                                              | 16       | 1129             |
| 119 | CAN David Ellett      | Winnipeg, Toronto, New Jersey, Boston, San Jose                                       | 16       | 1129             |
| 121 | CAN Jamie Macoun      | Calgary, Detroit, Toronto                                                             | 16       | 1128             |
| 121 | CAN Bob Nevin         | Toronto, NY Rangers, Minnesota, Los Angeles                                           | 18       | 1128             |
| 123 | CAN Bernie Nicholls   | Los Angeles, NY Rangers, Edmonton, New Jersey, Chicago, San Jose                      | 18       | 1127             |
| 124 | CAN Murray Oliver     | Detroit, Boston, Toronto, Minnesota                                                   | 17       | 1127             |
| 125 | CAN Guy Lafleur       | Montréal, NY Rangers, Quebec                                                          | 17       | 1126             |
| 126 | CAN Joe Thorton       | Boston, San Jose                                                                      | 15       | 1125             |
| 126 | CAN Jean Béliveau     | Montréal                                                                              | 20       | 1125             |
| 128 | SWE Markus Näslund    | Pittsburgh, Vancouver, NY Rangers                                                     | 15       | 1117             |
| 129 | CAN Don Sweeney       | Boston, Dallas                                                                        | 16       | 1115             |
| 130 | CAN Steve Duchesne    | Los Angeles, Philadelphia, Quebec, St. Louis, Ottawa, Detroit                         | 16       | 1113             |
| 130 | CAN Doug Harvey       | Montréal, NY Rangers, Detroit, St. Louis                                              | 20       | 1113             |
| 130 | CAN Brad Park         | NY Rangers, Boston, Detroit                                                           | 17       | 1113             |
| 133 | CAN Lanny McDonald    | Toronto, Colorado, Calgary                                                            | 16       | 1111             |
| 133 | CAN Brent Sutter      | NY Islanders, Chicago                                                                 | 18       | 1111             |
| 133 | CAN Dave Taylor       | Los Angeles                                                                           | 17       | 1111             |
| 136 | SWE Calle Johansson   | Buffalo, Washington, Toronto                                                          | 17       | 1109             |
| 137 | FIN Kimmo Timonen     | Nashville, Philadelphia, Chicago                                                      | 14       | 1108             |
| 138 | CAN Butch Goring      | Los Angeles, NY Islanders, Boston                                                     | 16       | 1107             |
| 139 | CAN Garry Unger       | Toronto, Detroit, St. Louis, Atlanta, Los Angeles, Edmonton                           | 16       | 1105             |
| 140 | CAN Geoff Sanderson   | Hartford, Carolina, Vancouver, Buffalo, Columbus, Phoenix, Philadelphia, Edmonton     | 18       | 1104             |
| 141 | CAN Dave Manson       | Chicago, Edmonton, Winnipeg, Phoenix, Montréal, Dallas, Toronto                       | 16       | 1103             |
| 142 | CAN Pit Martin        | Detroit, Boston, Chicago, Vancouver                                                   | 17       | 1101             |
| 143 | CAN Todd Bertuzzi     | NY Islanders, Vancouver, Florida, Detroit, Anaheim, Calgary Flames                    | 17       | 1100             |

## 1050–1099 mérkőzés
| #   | Játékos             | Csapatai                                                                                        | Szezonok | Mérkőzések száma |
| --- | ------------------- | ----------------------------------------------------------------------------------------------- | -------- | ---------------- |
| 144 | USA Neal Broten     | Minnesota, Dallas, New Jersey, Los Angeles                                                      | 17       | 1099             |
| 144 | CAN Mike Ricci      | Philadelphia, Quebec, Colorado, San Jose, Phoenix                                               | 15       | 1099             |
| 146 | CAN Jay Wells       | Los Angeles, Philadelphia, Buffalo, NY Rangers, St. Louis, Tampa Bay                            | 18       | 1098             |
| 147 | USA Tom Fitzgerald  | NY Islanders, Florida, Colorado, Nashville, Chicago, Toronto, Boston                            | 17       | 1097             |
| 147 | USA Gordie Roberts  | Hartford, Minnesota, Philadelphia, St. Louis, Pittsburgh, Boston                                | 15       | 1097             |
| 149 | CAN Darryl Sittler  | Toronto, Philadelphia, Detroit                                                                  | 15       | 1096             |
| 150 | USA Tony Amonte     | NY Rangers, Chicago, Phoenix, Philadelphia, Calgary                                             | 15       | 1093             |
| 150 | CAN Craig MacTavish | Boston, Edmonton, NY Rangers, Philadelphia, St. Louis                                           | 17       | 1093             |
| 150 | CAN Ron Sutter      | Philadelphia, St. Louis, Quebec, NY Islanders, Boston, San Jose, Calgary                        | 19       | 1093             |
| 153 | CAN Ed Jovanovski   | Florida, Vancouver, Phoenix                                                                     | 17       | 1091             |
| 154 | CAN Daymond Langkow | Tampa Bay, Philadelphia, Phoenix, Calgary                                                       | 15       | 1090             |
| 155 | CAN Michel Goulet   | Quebec, Chicago                                                                                 | 15       | 1089             |
| 156 | CAN Carol Vadnais   | Montréal, Oakland, Calgary, Boston, NY Rangers, New Jersey                                      | 17       | 1087             |
| 157 | CAN Brad Marsh      | Atlanta, Calgary, Philadelphia, Toronto, Detroit, Ottawa                                        | 15       | 1086             |
| 158 | CAN Theoren Fleury  | Calgary, Colorado, NY Rangers, Chicago                                                          | 15       | 1084             |
| 158 | CAN Dave Lowry      | Vancouver, St. Louis, Florida, San Jose, Calgary                                                | 19       | 1084             |
| 160 | CAN Ian Laperriere  | St. Louis, Los Angeles, NY Rangers, Colorado, Philadelphia                                      | 16       | 1083             |
| 161 | SVK Peter Bondra    | Washington, Ottawa, Atlanta, Chicago                                                            | 16       | 1081             |
| 162 | SWE Ulf Samuelsson  | Hartford, Pittsburgh, NY Rangers, Detroit, Philadelphia                                         | 16       | 1080             |
| 163 | CAN Bob Pulford     | Toronto, Los Angeles                                                                            | 16       | 1079             |
| 164 | CAN Bobby Smith     | Minnesota, Montréal                                                                             | 15       | 1077             |
| 165 | CAN Martin Brodeur  | New Jersey                                                                                      | 17       | 1076             |
| 166 | CAN Murray Craven   | Detroit, Philadelphia, Hartford, Vancouver, Chicago, San Jose                                   | 18       | 1071             |
| 167 | CAN Craig Ramsay    | Buffalo                                                                                         | 14       | 1070             |
| 168 | CAN Andy Bathgate   | NY Rangers, Toronto, Detroit, Pittsburgh                                                        | 17       | 1069             |
| 169 | CAN Ted Lindsay     | Detroit, Chicago                                                                                | 17       | 1068             |
| 169 | RUS Szergej Zubov   | NY Rangers, Pittsburgh, Dallas                                                                  | 16       | 1068             |
| 169 | CAN Bryan McCabe    | N.Y. Islanders, Vancouver, Chicago, Toronto, Florida                                            | 14       | 1068             |
| 172 | CAN Terry Harper    | Montréal, Los Angeles, Detroit, St. Louis, Colorado                                             | 19       | 1066             |
| 173 | CAN Rod Gilbert     | NY Rangers                                                                                      | 18       | 1065             |
| 174 | CAN Bobby Hull      | Chicago, Winnipeg, Hartford                                                                     | 16       | 1063             |
| 175 | USA Joe Mullen      | St. Louis, Calgary, Pittsburgh, Boston                                                          | 17       | 1062             |
| 176 | CAN Bob Rouse       | Minnesota, Washington, Toronto, Detroit, San Jose                                               | 17       | 1061             |
| 177 | CAN Denis Potvin    | NY Islanders                                                                                    | 15       | 1060             |
| 178 | USA Kevin Miller    | NY Rangers, Detroit, Washington, St. Louis, San Jose, Pittsburgh, Chicago, NY Islanders, Ottawa | 15       | 1057             |
| 179 | CAN Lyle Odelein    | Montréal, New Jersey, Phoenix, Columbus, Chicago, Dallas, Florida, Pittsburgh                   | 16       | 1056             |
| 179 | CAN Greg Adams      | New Jersey, Vancouver, Dallas, Phoenix, Florida                                                 | 17       | 1056             |
| 179 | CAN Jean-Guy Talbot | Montréal, Minnesota, Detroit, St. Louis, Buffalo                                                | 17       | 1056             |
| 182 | CAN Randy Carlyle   | Toronto, Pittsburgh, Winnipeg                                                                   | 18       | 1055             |
| 183 | CAN Craig Berube    | Philadelphia, Toronto, Calgary, Washington, NY Islanders                                        | 17       | 1054             |
| 183 | CAN Stephane Richer | Montréal, New Jersey, Tampa Bay, St. Louis, Pittsburgh                                          | 17       | 1054             |
| 185 | YUG Ivan Boldirev   | Boston, Calgary, Chicago, Atlanta, Vancouver, Detroit                                           | 15       | 1052             |
| 186 | SVK Miroslav Šatan  | Edmonton, Buffalo, NY Islanders, Pittsburgh, Boston                                             | 14       | 1050             |

## 1000–1049 mérkőzés
| #   | Játékos                | Csapatai                                                                                   | Szezonok | Mérkőzések száma |
| --- | ---------------------- | ------------------------------------------------------------------------------------------ | -------- | ---------------- |
| 187 | CAN Geoff Courtnall    | Boston, Edmonton, Washington, St. Louis, Vancouver                                         | 17       | 1049             |
| 188 | CAN Eddie Shack        | NY Rangers, Toronto, Boston, Los Angeles, Buffalo, Pittsburgh                              | 17       | 1047             |
| 189 | CAN Rob Ramage         | Colorado, St. Louis, Calgary, Toronto, Minnesota, Tampa Bay, Montréal, Philadelphia        | 15       | 1044             |
| 189 | CAN Derek Morris       | Calgary, Colorado Avalanche, Phoenix, N.Y. Rangers, Boston                                 | 15       | 1044             |
| 191 | CAN Brad May           | Buffalo, Vancouver, Phoenix, Colorado, Anaheim, Toronto, Detroit                           | 18       | 1041             |
| 192 | CAN Serge Savard       | Montréal, Winnipeg                                                                         | 17       | 1040             |
| 193 | CAN Stéphane Quintal   | Boston, St. Louis, Winnipeg, Montréal, NY Rangers, Chicago                                 | 16       | 1037             |
| 193 | CAN Vincent Lecavalier | Tampa Bay, Philadelphia                                                                    | 14       | 1037             |
| 195 | CAN Ron Ellis          | Toronto                                                                                    | 16       | 1034             |
| 196 | CAN Curtis Leschyshyn  | Québec, Colorado, Washington, Hartford, Carolina, Minnesota, Ottawa                        | 16       | 1033             |
| 196 | CAN Harold Snepsts     | Vancouver, Minnesota, Detroit, St. Louis                                                   | 17       | 1033             |
| 198 | CAN Ralph Backstrom    | Montréal, Los Angeles, Chicago                                                             | 17       | 1032             |
| 199 | USA Ed Olczyk          | Chicago, Toronto, Winnipeg, NY Rangers, Los Angeles, Pittsburgh                            | 16       | 1031             |
| 200 | CAN Dick Duff          | Toronto, NY Rangers, Montréal, Los Angeles, Buffalo                                        | 18       | 1030             |
| 201 | CAN Russ Courtnall     | Toronto, Montréal, Minnesota, Dallas, Vancouver, NY Rangers, Los Angeles                   | 16       | 1029             |
| 201 | CAN Patrick Roy        | Montréal, Colorado                                                                         | 19       | 1029             |
| 203 | CAN Gaétan Duchesne    | Washington, Québec, Minnesota, San Jose, Florida                                           | 14       | 1028             |
| 203 | CAN Grant Ledyard      | NY Rangers, Los Angeles, Washington, Buffalo, Dallas, Vancouver, Boston, Ottawa, Tampa Bay | 18       | 1028             |
| 203 | CZE Petr Svoboda       | Montréal, Buffalo, Philadelphia, Tampa Bay                                                 | 17       | 1028             |
| 203 | CAN John Tonelli       | NY Islanders, Calgary, Los Angeles, Chicago, Québec                                        | 14       | 1028             |
| 207 | CAN Wayne Cashman      | Boston                                                                                     | 17       | 1027             |
| 208 | CAN Donald Brashear    | Montréal, Vancouver, Philadelphia, Washington, N.Y. Rangers                                | 16       | 1025             |
| 209 | CAN Doug Wilson        | Chicago, San Jose                                                                          | 16       | 1024             |
| 210 | CAN Keith Acton        | Montréal, Minnesota, Edmonton, Philadelphia, Washington, NY Islanders                      | 15       | 1023             |
| 210 | CAN Jim Neilson        | NY Rangers, California, Cleveland                                                          | 16       | 1023             |
| 210 | CAN Wade Redden        | Ottawa, N. Y. Rangers, St. Louis, Boston                                                   | 14       | 1023             |
| 213 | SWE Fredrik Olausson   | Winnipeg, Edmonton, Pittsburgh, Detroit, Anaheim                                           | 18       | 1022             |
| 214 | CAN Tie Domi           | Toronto, NY Rangers, Winnipeg                                                              | 16       | 1020             |
| 214 | CAN Don Lever          | Vancouver, Atlanta, Calgary, Colorado, New Jersey, Buffalo                                 | 15       | 1020             |
| 214 | CZE Milan Hejduk       | Colorado Avalanche                                                                         | 14       | 1020             |
| 217 | CAN Mike Foligno       | Detroit, Buffalo, Toronto, Florida                                                         | 15       | 1018             |
| 217 | USA Keith Carney       | Buffalo, Chicago, Phoenix, Anaheim, Vancouver, Minnesota                                   | 16       | 1018             |
| 217 | SVK Marián Hossa       | Ottawa, Atlanta Thrashers, Pittsburgh, Detroit, Chicago                                    | 15       | 1018             |
| 220 | CAN Charlie Huddy      | Edmonton, Los Angeles, Buffalo, St. Louis,                                                 | 17       | 1017             |
| 221 | CAN Brian Propp        | Philadelphia, Boston, Minnesota, Hartford                                                  | 15       | 1016             |
| 221 | CAN Phil Russell       | Chicago, Atlanta, Calgary, New Jersey, Buffalo                                             | 15       | 1016             |
| 223 | CAN Andrew Cassels     | Montréal, Hartford, Calgary, Vancouver, Columbus, Washington                               | 16       | 1015             |
| 224 | USA Paul Ranheim       | Calgary, Hartford, Carolina, Philadelphia, Phoenix                                         | 15       | 1013             |
| 225 | CAN Steve Sullivan     | New Jersey, Toronto, Chicago, Nashville, Pittsburgh, Phoenix                               | 16       | 1011             |
| 226 | CAN Laurie Boschman    | Toronto, Edmonton, Winnipeg, New Jersey, Ottawa                                            | 14       | 1009             |
| 226 | USA Dave Christian     | Winnipeg, Washington, Boston, St. Louis, Chicago                                           | 15       | 1009             |
| 226 | CAN Glen Murray        | Boston, Pittsburgh, Los Angeles, Boston                                                    | 16       | 1009             |
| 226 | CAN Dallas Drake       | Detroit, Winnipeg, Phoenix, St. Louis, Detroit                                             | 15       | 1009             |
| 226 | CAN Patrice Brisebois  | Montréal, Colorado Avalanche                                                               | 18       | 1009             |
| 231 | CAN Dave Lewis         | NY Islanders, Los Angeles, New Jersey, Detroit                                             | 15       | 1008             |
| 231 | CAN Bob Murray         | Chicago                                                                                    | 15       | 1008             |
| 231 | CAN Adrian Aucoin      | Vancouver, Tampa Bay, NY Islanders, Chicago, Calgary, Phoenix                              | 16       | 1008             |
| 231 | CAN Shawn Horcoff      | Edmonton, Dallas, Anaheim                                                                  | 15       | 1008             |
| 235 | CAN Todd Gill          | Toronto, San Jose, St. Louis, Detroit, Phoenix, Colorado, Chicago                          | 18       | 1007             |
| 236 | CAN Steve Larmer       | Chicago, NY Rangers                                                                        | 15       | 1006             |
| 236 | CAN Jim Roberts        | Montréal, St. Louis                                                                        | 15       | 1006             |
| 238 | CAN Rick Middleton     | NY Rangers, Boston                                                                         | 14       | 1005             |
| 238 | CAN Claude Provost     | Montréal                                                                                   | 15       | 1005             |
| 240 | CAN Ryan Walter        | Washington, Montréal, Vancouver                                                            | 15       | 1003             |
| 241 | CAN Vic Hadfield       | NY Rangers, Pittsburgh                                                                     | 16       | 1002             |
| 241 | CAN Brian Campbell     | Buffalo, San Jose, Chicago, Florida                                                        | 16       | 1002             |
| 243 | CAN Steve Staios       | Boston, Vancouver, Atlanta Thrashers, Edmonton, Calgary, N.Y. Islanders                    | 16       | 1001             |
| 244 | CAN Bernie Federko     | St. Louis, Detroit                                                                         | 14       | 1000             |
| 244 | CAN Justin Williams    | Philadelphia, Carolina, Los Angeles, Washington                                            | 15       | 1000             |